# تادئوس سباستاتسی
تادئوس سباستاتسی (ارمنی: Թադեոս Սեբաստացի؛  زادهٔ نزدیک ۱۴۷۷ - درگذشته ) شاعر اهل ارمنستان بود. 

## زندگی‌نامه
وی در ۱۴۷۷ به دنیا آمد . 